# Yassine Mandour
Yassine Mandour (né le 20 février 1985 à Casablanca au Maroc) est un athlète français, spécialiste des courses de fond.

## Biographie
Il se distingue en 2012 en se classant deuxième de l'épreuve du 5 000 m des championnats de France sur piste d'Angers, derrière Yohan Durand. En 2013, il remporte l'épreuve longue des championnats de France de cross-country, devant Mohamed-khaled Belabbas et Benjamin Malaty. Il se classe par ailleurs 17e des championnats d'Europe de cross. 
Sélectionné pour les championnats d'Europe par équipes 2014, il se classe septième de l'épreuve du 5 000 m. Il termine deuxième des Championnats de France 2014 derrière Bouabdellah Tahri.

## Carrière
2005 : USAD Légion Étrangère Paris
2006 : Athlétisme Légion Étrangère
2007-2009 : Athleg Légion Étrangère
2010- : Amiens UC

### Palmarès
- Championnats de France d'athlétisme :
  - Cross-country : 1er du cross long en 2013
  - 5 000 m : 2e en 2012 et 2014

### Records
| Épreuve  | Performance    | Lieu   | Date        |
| -------- | -------------- | ------ | ----------- |
| 5 000 m  | 13 min 39 s 86 | Rabat  | 9 juin 2013 |
| 10 000 m | 28 min 22 s 30 | Skopje | 7 juin 2014 |